# László Ocskó
László Ocskó (* 2. Oktober 1962 in Szeged) ist ein ungarischer Badmintonspieler. 

## Karriere
László Ocskó wurde 1982 bei der ungarischen Badminton-Mannschaftsmeisterschaft Titelträger mit seinem Team Honvéd Kilián FSE. In den Folgejahren konnte seine Mannschaft den Lokalrivalen Honvéd Zrínyi SE nicht mehr bezwingen, so dass es nur zum Silberrang 1983 und 1984 reichte.